# موريس فلاناغان
السير موريس فلاناغان (17 نوفمبر 1928 - 7 مايو 2015)، هو رجل أعمال بريطاني، والرئيس التنفيذي المؤسس لطيران الإمارات ونائب الرئيس التنفيذي لمجموعة الإمارات.

## المسيرة المهنية
تخلى عن مهنته الرياضية في عام 1953، وانضم إلى شركة الخطوط الجوية البريطانية لما وراء البحار كمتدرب إداري، عمل بعد ذلك في شركة الطيران في كينيا وسريلانكا وبيرو وإيران والهند والمملكة المتحدة.
في عام 1969، كان فلاناغان أحد الفائزين في مسابقة الكتابة المسرحية التليفزيونية التي أجرتها صحيفة أوبزرفر ومسرح ساترداي نايت على قناة آي تي في مع مسرحية "استراتيجية غاربلر"، وهي عبارة عن هجاء عن نظرية الإدارة أدى بطولتها ليونارد روسيتر. كان أحد محكمي المسابقة ويدعى كينيث تينان قد طلب من فلاناغان للكتابة للمسرح الوطني، حيث كان تينان مستشارًا أدبيًا. لكن فلاناغان اختار الطريق الأكثر ضمانًا لمهنة طيران واعدة.
أمضى فلاناغان 25 عامًا مع شركة الخطوط الجوية البريطانية لما وراء البحار والخطوط الجوية البريطانية، وشغل مناصب إدارية عليا في الخطوط الجوية البريطانية منذ عام 1974 حتى تم إعارته من الإدارة العليا لشركة الخطوط الجوية البريطانية إلى دناتا، وهي المنظمة المعينة من قبل حكومة دبي لإدارة مصالح السفر والمطارات.
وفي عام 1978، تم تعيين فلاناغان مديراً ومديراً عاماً لوكالة دبي الوطنية للسفر الجوي. وفي عام 1985، وظفت حكومة دبي فلاناغان لإطلاق طيران الإمارات. حصلت شركة الطيران الناشئة على رأس مال مبدئي قدره 10 ملايين دولار سددته في العام التالي، مما مثل نجاحها الفوري.
في عام 1990، تم تعيين فلاناغان مديرًا إداريًا لمجموعة الإمارات وأصبح نائب رئيس مجلس الإدارة ورئيس المجموعة في يوليو 2003. تم تعيينه نائبًا للرئيس التنفيذي في عام 2006، وتقاعد في عام 2013.
ووفقاً لجيم كرين، زميل بارز في معهد بيكر للسياسة العامة بجامعة رايس: "كان فلاناغان واحداً من آخر جيل من المغتربين التنفيذيين البريطانيين الذين ساعدوا في بناء المؤسسات التي حققت نجاح دبي".
1. 1 2  Mouawad، Jad (8 مايو 2015). "Maurice Flanagan, 86, Dies; Made Dubai a Hub With Emirates Airline". The New York Times. اطلع عليه بتاريخ 2019-12-26.
2. ↑  Bardsley، Daniel (12 مايو 2015). "The man who helped Emirates go from one aircraft to global aviation player". The National. مؤرشف من الأصل في 2021-05-22. اطلع عليه بتاريخ 2015-05-14.
3. ↑  "Former Emirates Vice Chairman, Sir Maurice Flanagan, Passes Away". Gulf Business. 8 مايو 2015. مؤرشف من الأصل في 2022-08-13. اطلع عليه بتاريخ 2019-12-26.